# Yesterday, today
Yesterday, today  è un album di Umberto Tozzi pubblicato nel 2012.

## Tracce

### Cd 1 - Inediti
1. Sorridi amore
2. Mi apri o no
3. Se tu non fossi qui
4. Donna
5. Esserci
6. Niente per me
7. Come stai?
8. Normale
9. E adesso sei
10. Neve rosa
11. Here there and everywhere

### Cd 2 - Best of
1. Donna amante mia
2. Io camminerò
3. Ti amo
4. Tu
5. Gloria
6. Stella stai
7. Notte rosa
8. Eva
9. Si può dare di più
10. Gente di mare
11. Se non avessi te
12. Immensamente
13. Gli altri siamo noi
14. Io muoio di te
15. Il grido
16. Quasi quasi
17. L'amore è quando non c'è più

## Formazione
- Umberto Tozzi – voce, basso, programmazione, chitarra, tastiera
- Michael Thompson – chitarra
- John Ferraro – batteria
- Greg Mathieson – tastiera, programmazione
- Abraham Laboriel – basso
- Joost Kroon – batteria
- Raffaele Chiatto – chitarra
- Manuel Hugas – basso
- Thomas Bank – tastiera
- Roel Callister – percussioni
- Lee Thornburg – tromba, trombone
- Doug Webb – sax
- Gianni Vancini – sassofono tenore
- Angela Milanese, Chiara Luppi, Michelle Oudeman – cori